# Partido judicial de Pontevedra
El Partido judicial de Pontevedra es uno de los 45 partidos judiciales en los que se divide la comunidad autónoma de Galicia, siendo el partido judicial n.º 4  de la provincia de Pontevedra de los 13 partidos judiciales de dicha provincia. La cabeza de partido y sede de las instituciones judiciales es la ciudad de Pontevedra.  
Fue fundado en la división administrativa de 1834 con la que se creó la provincia de Pontevedra y se la dividió judicialmente. A la capital pontevedresa le correspondió administrar el partido número 4. Actualmente está formado por los siguientes municipios:
- Cerdedo-Cotobade
- La Lama
- Poyo
- Puentecaldelas
- Pontevedra

La cabeza de partido y por tanto sede de las instituciones judiciales es la ciudad de Pontevedra. Los órganos judiciales se sitúan en la Ciudad de la Justicia de Pontevedra en el barrio de A Parda y en el Palacio de Justicia de Pontevedra, en la calle Rosalía de Castro, en el centro de la ciudad. Su jurisdicción abarca un ámbito territorial con una población de 500 000 habitantes.

## Órganos judiciales
Pontevedra capital es la sede de los siguientes juzgados, tribunales, fiscalías y oficinas:

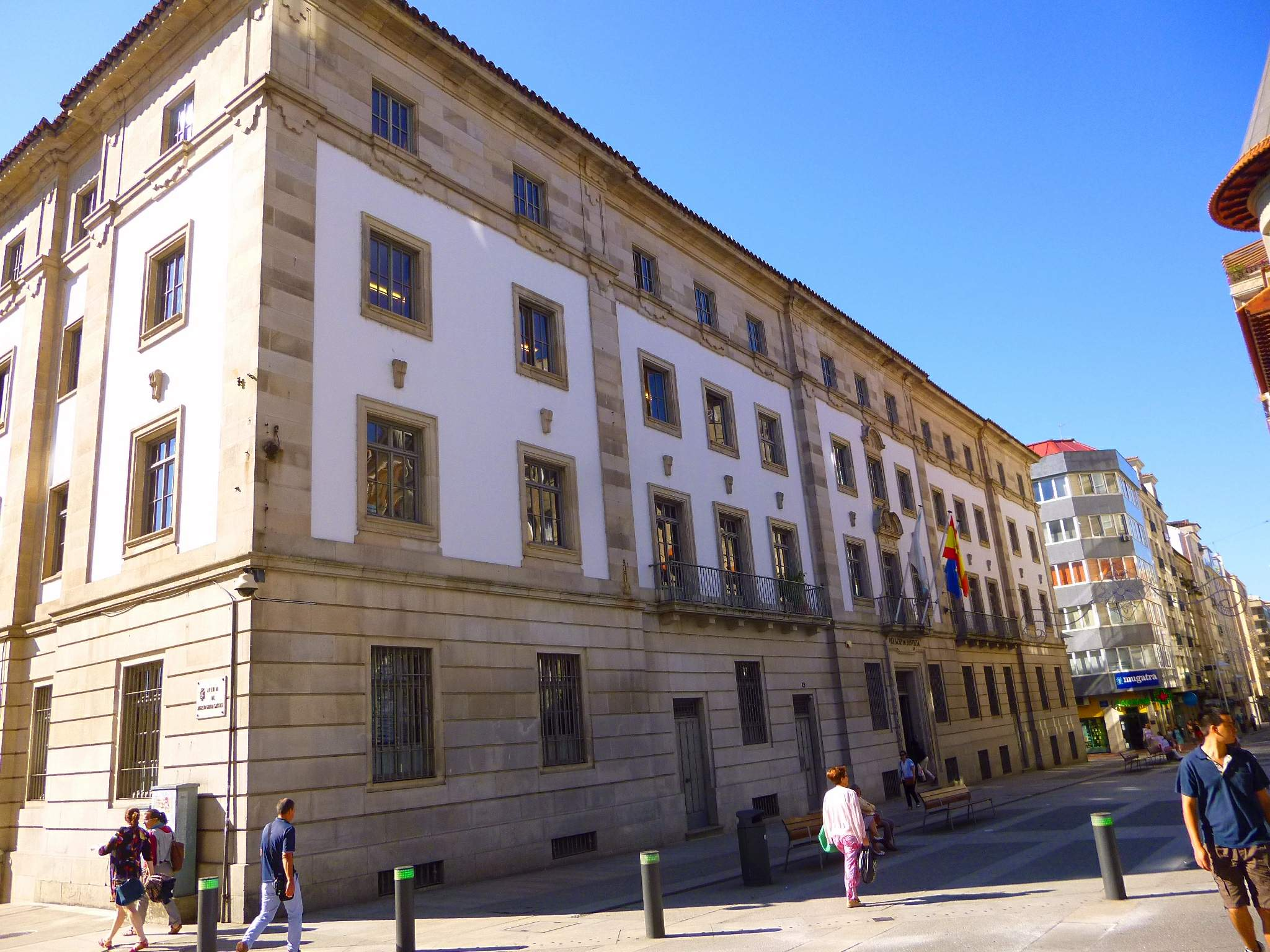
Palacio de Justicia, sede de la Audiencia Provincial de Pontevedra.

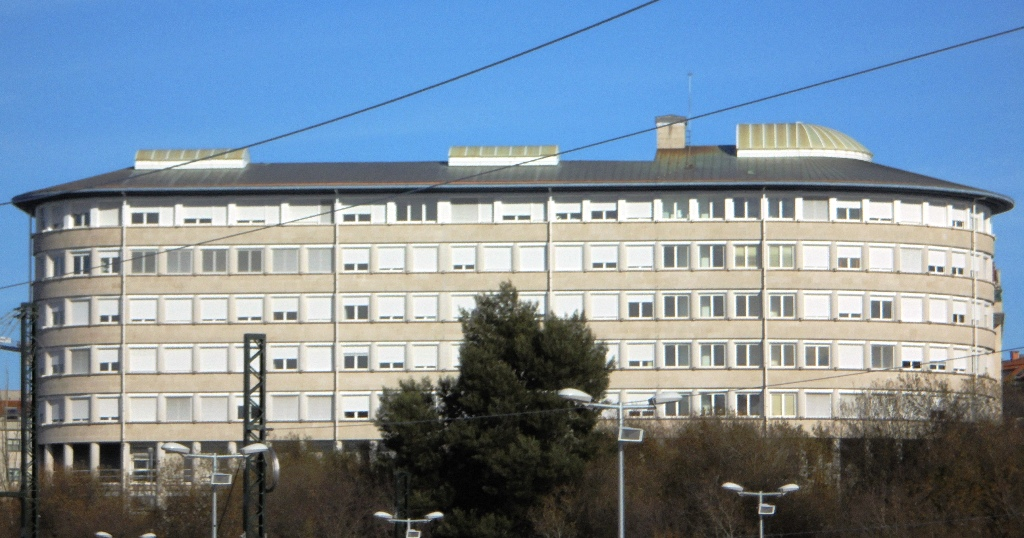
Edificio de los Juzgados inaugurado en 1998 en la Ciudad de la Justicia.

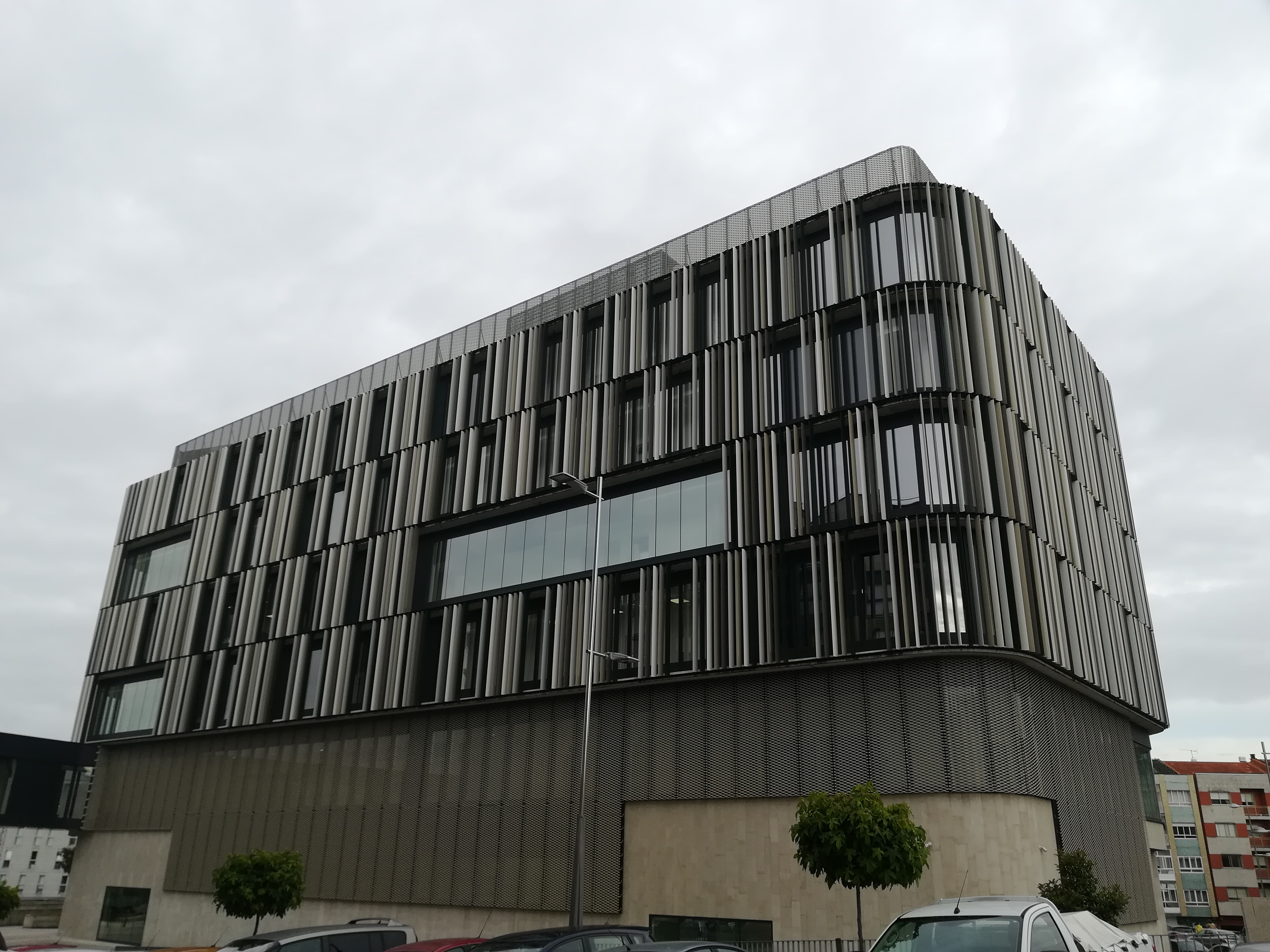
Edificio de los Juzgados inaugurado en 2019 en la Ciudad de la Justicia.

- Audiencia Provincial de Pontevedra, Presidencia
- Audiencia Provincial de Pontevedra, Sección 1ª Civil
- Audiencia Provincial de Pontevedra, Sección 2ª Penal
- Audiencia Provincial de Pontevedra, Sección 3ª Civil
- Audiencia Provincial de Pontevedra, Sección 4ª Penal
- Juzgado de lo Mercantil n.º 1
- Juzgado de lo Mercantil n.º 2
- Juzgado de Menores n.º 1
- Juzgado de lo Contencioso-Administrativo n.º 1
- Juzgado de lo Contencioso-Administrativo n.º 2
- Juzgado de lo Contencioso-Administrativo n.º 3
- Juzgado de Instrucción n.º 1
- Juzgado de Instrucción n.º 2
- Juzgado de Instrucción n.º 3
- Juzgado de lo Penal n.º 1
- Juzgado de lo Penal n.º 2
- Juzgado de lo Penal n.º 3
- Juzgado de lo Penal n.º 4
- Juzgado de Vigilancia Penitenciaria n.º 2
- Juzgado de Primera Instancia n.º 1
- Juzgado de Primera Instancia n.º 2
- Juzgado de Primera Instancia n.º 3
- Juzgado de Primera Instancia n.º 4
- Juzgado de Primera Instancia n.º 5
- Juzgado de lo Social n.º 1
- Juzgado de lo Social n.º 2
- Juzgado de lo Social n.º 3
- Juzgado de lo Social n.º 4
- Juzgado de Guardia[10]
- Fiscalía Provincial de Pontevedra[11][12][13][14]
- Fiscalía de Menores[14]
- Registro Civil[15]
- Instituto de Medicina Legal[16][17]